# バウアースフェルダ (小惑星)
バウアースフェルダ (1553 Bauersfelda) は小惑星帯に位置するS型小惑星である。ドイツ南西部の都市ハイデルベルクで、カール・ラインムートによって発見された。
ドイツの工学者で、世界最初のプラネタリウムを完成させたワルサー・バウアースフェルト（en:Walther Bauersfeld）に因んで命名された。